# Vriendschap (single)
"Vriendschap" is een nummer van de Nederlandse band Het Goede Doel. Het nummer verscheen op hun album België uit 1982. In januari 1983 werd het nummer uitgebracht als de vierde single van het album.

## Achtergrond
"Vriendschap" is, zoals de meeste nummers van Het Goede Doel, geschreven door zanger Henk Westbroek en zanger/toetsenist Henk Temming. In het nummer bezingt Westbroek vooral de vervelende kanten van vriendschap. In zijn jeugd heeft hij twee goede vrienden gehad. Eerst kreeg hij een beste vriend waar hij veel plezier mee had, maar sinds zijn verhuizing hebben de twee nauwelijks meer contact gehad. Vervolgens kreeg hij een vriendin, die hem verliet voor een ander. In het refrein wordt beweerd dat vriendschap slechts een illusie is.
In een interview uit 1998 legde Westbroek uit dat "Vriendschap" was geïnspireerd door de eerste van de twee benoemde ervaringen: "Mijn schoolmaatje met wie ik altijd samen was, verhuisde naar de andere kant van de stad. Op die leeftijd was dat heel ver weg. Het contact verwaterde en we zijn uit elkaar gegroeid. Eigenlijk gaat daar de plaat "Vriendschap" over."
"Vriendschap" werd een van de grootste hits van Het Goede Doel in Nederland en België (Vlaanderen). 
In Nederland was de plaat op maandag 24 januari 1983 de 153e AVRO's Radio en TV-Tip op Hilversum 3 en werd een gigantische hit in de destijds drie hitlijsten op de nationale publieke popzender. De plaat bereikte de 3e positie in de Nationale Hitparade en de 4e positie in zowel de Nederlandse Top 40 als de TROS Top 50. In de Europese hitlijst op Hilversum 3, de TROS Europarade, werd géén notering behaald.
In België werd de plaat een van de vier hits die de band had in beide Vlaamse hitlijsten. De plaat bereikte de 13e positie in de Vlaamse Radio 2 Top 30 en de 18e positie in de voorloper van de Vlaamse Ultratop 50.
Sinds de allereerste editie in december 1999, staat de plaat genoteerd in de jaarlijkse NPO Radio 2 Top 2000 van de Nederlandse publieke radiozender NPO Radio 2, met als hoogste notering tot nu toe een 232e positie in 1999.

## Hitnoteringen

### Nederlandse Top 40
| Hitnotering: 05-02-1983 t/m 26-03-1983 | Hitnotering: 05-02-1983 t/m 26-03-1983 | Hitnotering: 05-02-1983 t/m 26-03-1983 | Hitnotering: 05-02-1983 t/m 26-03-1983 | Hitnotering: 05-02-1983 t/m 26-03-1983 | Hitnotering: 05-02-1983 t/m 26-03-1983 | Hitnotering: 05-02-1983 t/m 26-03-1983 | Hitnotering: 05-02-1983 t/m 26-03-1983 | Hitnotering: 05-02-1983 t/m 26-03-1983 | Hitnotering: 05-02-1983 t/m 26-03-1983 |
| Week                                   | 1                                      | 2                                      | 3                                      | 4                                      | 5                                      | 6                                      | 7                                      | 8                                      |                                        |
| -------------------------------------- | -------------------------------------- | -------------------------------------- | -------------------------------------- | -------------------------------------- | -------------------------------------- | -------------------------------------- | -------------------------------------- | -------------------------------------- | -------------------------------------- |
| Positie                                | 23                                     | 13                                     | 6                                      | 4                                      | 4                                      | 11                                     | 22                                     | 37                                     | uit                                    |

### Nationale Hitparade
| Hitnotering: 12-02-1983 t/m 02-04-1983 | Hitnotering: 12-02-1983 t/m 02-04-1983 | Hitnotering: 12-02-1983 t/m 02-04-1983 | Hitnotering: 12-02-1983 t/m 02-04-1983 | Hitnotering: 12-02-1983 t/m 02-04-1983 | Hitnotering: 12-02-1983 t/m 02-04-1983 | Hitnotering: 12-02-1983 t/m 02-04-1983 | Hitnotering: 12-02-1983 t/m 02-04-1983 | Hitnotering: 12-02-1983 t/m 02-04-1983 | Hitnotering: 12-02-1983 t/m 02-04-1983 |
| Week                                   | 1                                      | 2                                      | 3                                      | 4                                      | 5                                      | 6                                      | 7                                      | 8                                      |                                        |
| -------------------------------------- | -------------------------------------- | -------------------------------------- | -------------------------------------- | -------------------------------------- | -------------------------------------- | -------------------------------------- | -------------------------------------- | -------------------------------------- | -------------------------------------- |
| Positie                                | 6                                      | 3                                      | 3                                      | 5                                      | 5                                      | 14                                     | 22                                     | 44                                     | uit                                    |

### TROS Top 50
Hitnotering: 03-02-1983 t/m 17-03-1983. Hoogste notering: #4 (1 week).

### NPO Radio 2 Top 2000
| Nummer met noteringen in de NPO Radio 2 Top 2000 | '99 | '00 | '01 | '02 | '03 | '04 | '05 | '06 | '07 | '08 | '09 | '10  | '11  | '12  | '13  | '14  | '15  | '16 | '17  | '18  | '19  | '20  | '21  | '22  | '23  | '24  |
| ------------------------------------------------ | --- | --- | --- | --- | --- | --- | --- | --- | --- | --- | --- | ---- | ---- | ---- | ---- | ---- | ---- | --- | ---- | ---- | ---- | ---- | ---- | ---- | ---- | ---- |
| Vriendschap                                      | 232 | 292 | 481 | 540 | 693 | 619 | 680 | 732 | 880 | 681 | 984 | 1080 | 1117 | 1104 | 1144 | 1259 | 1323 | 972 | 1294 | 1448 | 1265 | 1386 | 1278 | 1335 | 1412 | 1345 |

1. ↑  Een vetgedrukt getal geeft de hoogste notering aan.